# Eupithecia stulta
Eupithecia stulta är en fjärilsart som beskrevs av András Vojnits 1982. Eupithecia stulta ingår i släktet Eupithecia och familjen mätare. Inga underarter finns listade i Catalogue of Life.